# Dibamus kondaoensis
Dibamus kondaoensis är en ödleart som beskrevs av Honda, Ota, Hikida och Darevsky 2001. Dibamus kondaoensis ingår i släktet Dibamus och familjen blindödlor. Inga underarter finns listade i Catalogue of Life.
Arten lever endemisk på ön Con Dao i Vietnam. Honor lägger ägg.